# UE Engordany
UE Engordany is een Andorrese voetbalclub uit de Escaldes-Engordany. De club werd in 2001 opgericht.
In het seizoen 2006/07 eindigde de club als derde in de 'Segona Divisió'. Omdat het tweede elftal van FC Santa Coloma als tweede eindigde en niet naar de hoogste divisie kan promoveren, speelde UE tegen de nummer 7, FC Encamp in de promotie/degradatie wedstrijden. Thuis won UE met 2-1 en uit speelde het met 3-3 gelijk, waarmee UE promotie afdwong en in het seizoen 2007/08 in de Lliga de Primera Divisió, de hoogste voetbaldivisie van Andorra, speelde. In het seizoen 2009/10 eindigde de club op de laatste plaats en degradeerde het naar de tweede klasse. Het seizoen daarop promoveerde het echter terug, nadat het in de play-offs gewonnen had van FC Encamp. In 2013 eindigde de club als laatste en degradeerde naar de Lliga de Segona Divisió. In het seizoen 2013/14 werd de club kampioen en promoveerde weer naar de Primera Divisió.
Dankzij de 2e plaats in het seizoen 2017/18 kwam Engordany het seizoen daarna voor het eerst uit in de Europa League. In 2019 won de club de finale van de Andorrese voetbalbeker ten koste van FC Santa Coloma.

## Erelijst
- Primera Divisió

Winnaar (0):
Tweede (1): 2018
- Segona Divisió

Winnaar (2): 2003, 2014
- Andorrese voetbalbeker

Winnaar (1): 2019
Finalist (1): 2016

## Eindklasseringen vanaf 2003
| 1 |

| 8 |

| 3 |

| 3 |

| 3 |

| 7 |

| 6 |

| 8 |

| 3 |

| 6 |

| 8 |

| 1 |

| 7 |

| 5 |

| 5 |

| 2 |

| 4 |

| 3 |

| 5 |

| 7 |

| 7 |

| Primera Divisió | Segona Divisió |

## In Europa
Uitslagen vanuit gezichtspunt Engordany
| Seizoen                                                    | Competitie    | Ronde | Land                | Club                | Totaalscore | 1e W    | 2e W    | PUC |
| ---------------------------------------------------------- | ------------- | ----- | ------------------- | ------------------- | ----------- | ------- | ------- | --- |
| 2018/19                                                    | Europa League | vr    | Vlag van San Marino | SS Folgore/Falciano | 3-2         | 2-1 (T) | 1-1 (U) | 1.5 |
|                                                            |               | 1Q    | Vlag van Kazachstan | Kairat Almaty       | 1-10        | 0-3 (T) | 1-7 (U) | 1.5 |
| 2019/20                                                    | Europa League | vr    | Vlag van San Marino | SP La Fiorita       | 3-1         | 1-0 (U) | 2-1 (T) | 2.0 |
|                                                            |               | 1Q    | Vlag van Georgië    | FC Dinamo Tbilisi   | 0-7         | 0-6 (U) | 0-1 (T) | 2.0 |
| 2020/21                                                    | Europa League | vr    | Vlag van Montenegro | FK Zeta             | 1-3         | 1-3 (T) |         | 0.5 |
| Totaal aantal behaalde punten voor UEFA coëfficiënten: 4.0 |               |       |                     |                     |             |         |         |     |